# Jeff Rawle
Jeffrey Paul Rawle (Birmingham, 20 juli 1951) is een Engels acteur.
Zijn familie verhuisde naar Sheffield en het was op High Storrs Grammar School waar hij voor het eerst interesse kreeg voor drama toen hij verscheen in schooluitvoeringen. Hij werkte in het theater van Sheffield voordat hij naar LAMDA ging. Later kreeg hij zijn eerste grote rol in Billy Liar in de televisie-versie van Keith Waterhouse en Willis Hall.
Hij speelde Barend Kannewasser (Amos Diggory) in de Harry Potter-films en George in de Britse sitcom Drop the Dead Donkey. In 1984 verscheen hij in Doctor Who, en wel in de verhaallijn Frontios.
Jeff heeft ook zijn stem geleend aan onder andere A Bear called Paddington, de drie series over de Duchess of York, Budgie, de kleine helikopter, Stephen Hawkings Universe en Tom Forts The Grass is Always Greener voor BBC Radio 4.
Jeff is ook een scriptschrijver met films als The Young Poisoner's Handbook in 1995 en Who Goes There?